# 이지방 장군 묘
이지방 장군 묘(李之芳 將軍 墓)는 대한민국 서울특별시 서초구 내곡동 산 29번지에 있는 조선시대 중기의 무덤으로, 조선 성종~조선 중종 때의 무신 이지방(李之芳, 1466 ~ 1537)의 무덤이다. 내곡동에 있는 헌인릉의 서남서쪽 산에 있으며, 비지정문화재이다. 이지방의 묘소는 해당 산 동북쪽에 위치하고 있다.
비석은 용문양의 상단에 회색 석재로 된 비석이며, 비문은 가선대부 동지돈녕부사 이공지묘(嘉善大夫同知敦寧府事李公之墓) 정부인청송심씨(貞夫人 靑松沈氏)로 각자가 새겨져 있다.

## 같이 보기
- 헌인릉
- 이지방